# 吳之皡
吳之皡（?—?），字尔德，别號北陽，湖廣黄州府黄陂縣人，明朝政治人物。

## 生平
万历二十八年（1600年）庚子科湖廣鄉試第三十名舉人，三十二年（1604）甲辰科进士，刑部觀政，三十三年授霍山县知县，三十八年考選，四十年入为贵州道監察御史，丁憂歸。万历四十五年六月，差御史吴之皞巡按四川，御史杨一桂巡按辽东。天啓二年（1622年）二月巡按淮揚，八月升大理寺右寺丞，三年九月升左少卿，抗疏论魏忠贤，天启五年十二月，刑科給事中潘士聞疏參大理寺少卿吳之皞、御史舒榮都、鄭宗周、工部員外何顯宗。得旨：吳之皞依附黨人，居鄉不謹；舒榮都侈淫敗度，薦舉受財；鄭宗周邪類先鋒，钻營有據；何顯宗貪穢大著，倒身門戶，俱著削籍為民，追奪誥命。崇祯初，旨下起用。卒赠中宪大夫。

## 家族
曾祖吳復初。祖父吳紳。父吳子榮。母王氏。慈侍下。兄依周、新周、宗周、吳化（礼部主事）。娶張氏。